# Palatul de Justiție din Sibiu
Palatul de Justiție din Sibiu este un monument istoric aflat pe teritoriul municipiului Sibiu.
Lucrările de construcție a Palatului de Justiție din Sibiu au început în anul 1904, în grădina Flora, din suburbiul Iosefin, pe care guvernul a cumpărat-o cu 99.700 coroane și au fost terminate în trei ani.
În 1968, în urma reformei administrativ-teritoriale din România când s-a trecut de la împărțirea pe regiuni și raioane la reîmpărțirea pe județe, instanțele judecătorești, notarii și avocații au fost evacuați, în clădire instalându-se Comitetul județean al PCR.
În anul 2008 Guvernul a aprobat bugetul de 16 milioane de lei pentru punerea în operă a lucrărilor de renovare a clădirii. După începerea lucrărilor, clădirea a fost declarată monument și lucrările au fost sistate, pentru refacerea proiectului în conformitate cu noul statut de monument istoric al clădirii. În 2015, Guvernul a aprobat bugetul de 60 de milioane de lei pentru renovarea în noile condiții.